# Rybářské muzeum Vodňany

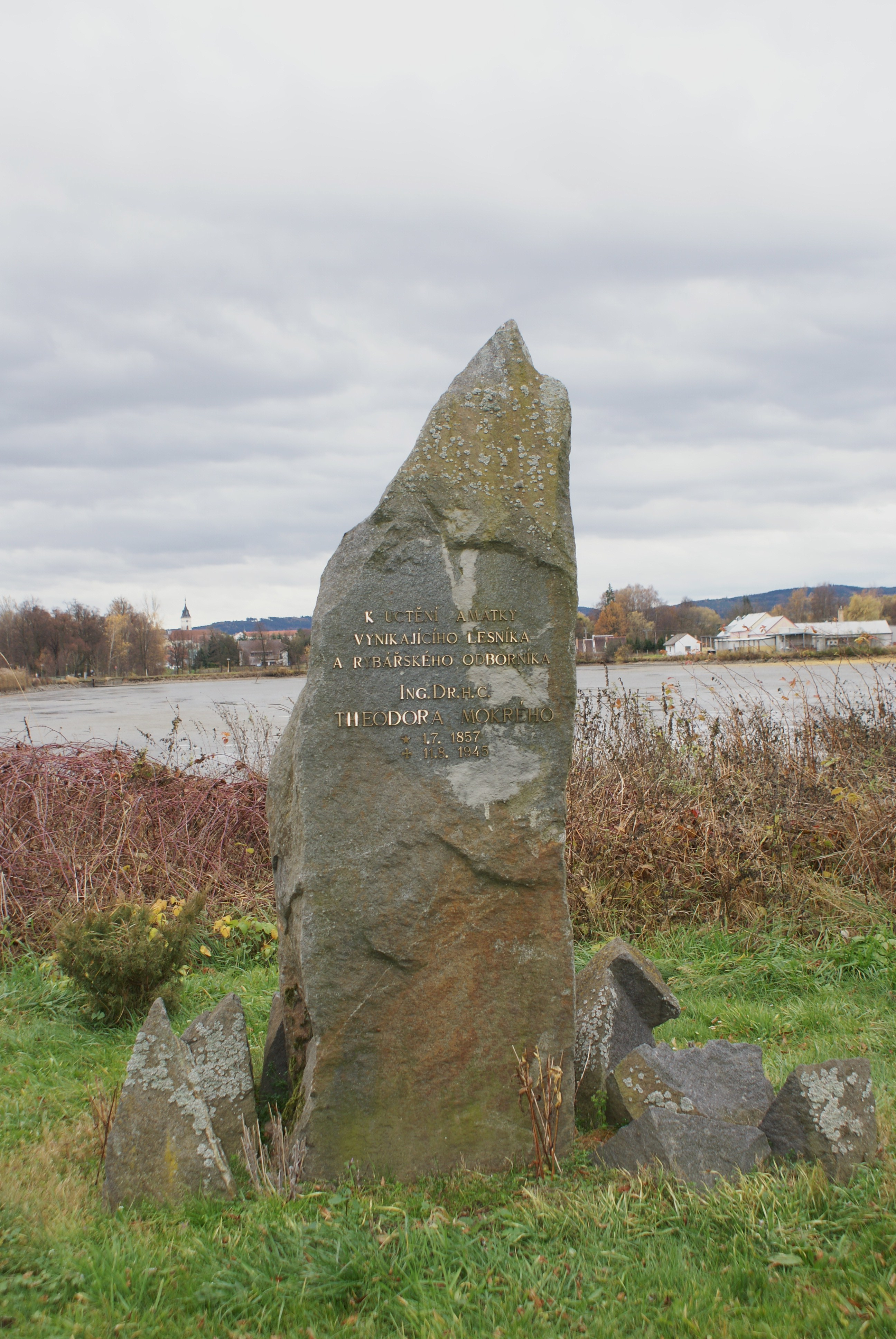
Památník Theodora Mokrého u Střední rybářské školy Vodňany

Rybářské muzeum Vodňany je součástí Střední rybářské školy ve Vodňanech. V muzeu se nachází akvária s chovnými rybami a artefakty z historie rybářství. V roce 1920 byla ve Vodňanech založena Rybářská škola, od roku 1996 funguje Vyšší odborná škola vodního hospodářství a ekologie, jejíž součástí je Rybářské muzeum.

## Expozice
Muzeum na ploše 200m2 představuje dvě části – historické artefakty související s rybářstvím ve Vodňanech a 20 akvárií s rybami z jižních Čech i Amazonie. Mokřadní biotop představuje ryby, vodní ptáky i savce v jejich přirozeném prostředí, vystaveny jsou tu i desítky ryb, včetně jejich koster. V muzeu se nacházejí exponáty z rabářství, ale také ukázky živých ryb.

## Související aktivity
Zástupci školy a muzea pořádají každoročně na začátku května tradiční Vodňanské rybářské dny. Pořadatelé akce, Fakulta rybářství a ochrany vod Jihočeské univerzity České Budějovice, Střední rybářská škola a Vyšší odborná škola vodního hospodářství a ekologie a město Vodňany připravují každoročně program, který je zajímavý jak pro rybáře, tak širokou veřejnost. Výzkumný ústav rybářský a hydrobiologický JU pořádá v rámci programu odborné konference či semináře. Účastníci zde mají možnost setkat se s našimi předními odborníky, vyměňovat si vzájemně své zkušenosti, poznávat jiné obzory.
Druhá poloha Vodňanských rybářských dnů je orientována na laickou veřejnost. Jeho součástí jsou zábavní akce s rybářským podtextem. V rámci programu probíhá bohatý doprovodný program i dnes již tradiční setkání členů Spolku absolventů vodňanské rybářské školy. V městské galerii je možné zhlédnout výstavy obrazů s tematickou orientací na rybářství a rybníky, za menší aktuální výstavkou je možno zajít do Městského informačního střediska.